# 大吉利车队
《大吉利車隊》是廣東電台旗下羊城交通广播电台的一个融小品、议论、歌曲於一身的轻松、幽默的電台节目。該節目於2002年1月開播，现时在星期一至五18:00-18:30首播，次日10:00-10:30重播。
《大吉利車隊》成為了羊城交通台的皇牌節目，並衍生出CD、動漫版等一系列作品。

## 歷史
《大吉利車隊》通過幕表剧的表演方式，由主持人（主持人同時為演員）對近期發生的新聞話題，在對內容進行適當的加工改造時進行議論，使節目內容具備新聞的時效性和真實性，和小品的幽默性与可听性，從而獲得眾多聽眾的支持。
節目在羊城交通台推出後反響熱烈，衍生出CD、動漫和漫畫書作品。除外之外，廣東電台還與廣西梧州電台進行合作，梧州交通音乐台從2005年3月起每天錄播節目並在週六、日重播，節目在梧州同樣大受歡迎
《大吉利車隊》節目組不僅在電台表演，還積極參加公益活動進行公益表演和服務，例如：
- 2006年7月25日，節目組的三位成员參加“大灾大难见真情——2006南粤抗洪赈灾义演晚会”，義務擔當接線生[4]。
- 2009年8月，節目組人員加入廣州亚运志愿者艺术团，大力宣傳2010年廣州亞運會。節目組於2010年8月11日成为广州亚运志愿者艺术团分团，時任廣州市委常委、宣传部部长的王晓玲女士向節目組颁发了牌匾[5]。

截至2009年，大吉利車隊已播出1200多輯。目前節目仍在製播中。

## 主持人
當天的主持人即是當天節目的演員，各位主持在“大吉利車隊”內的角色如下：
- 文仔（孔建文）[6]飾 蒙博士，車隊司機
- 路路通（朱礦峰）[7]飾 吴稳阵（粤语意為“不牢固”），車隊安全員
- 路灵灵（黃健瑜）[8]飾 畢美麗（與粵語“不美麗”音同），車隊財務
- 楊斌 飾 口水堅，車隊司機
- 李國君 飾 型仔強（但有時被「車隊」其他人戲稱為「孱仔強」），車隊修車技工

在節目表演中，演員有時候會一人飾演多角。

## 獲獎
- 广东电台十佳节目：2003年－2008年[1]
- 南方广播影视传媒集团2010年“三八”文艺汇演二等奖：表演節目－小品《美丽亚运，宁静羊城》[9]
- 广东广播文艺奖广播剧短剧类二等奖[10]

## 衍生作品

### 動漫
《大吉利車隊》的動漫最早於2006年的五一黃金周期間在廣東電視台珠江频道播出5集，播放時間為週一至週五19時05分。
由於反應良好，羊城交通台與廣東電視台珠江频道正式在2007年6月2日推出『《大吉利車隊》動漫版』。動漫版由羊城交通台和珠江频道共同製作，广东电视台、南方传媒集团和广东新年影视节目制作发行有限公司三方共同投資，逢週六、日18時15分在珠江频道播出。動漫版將廣播版原聲與動漫人物相結合。截至2008年，该节目在广东地区同时段电视节目中收视率排行第一。

### CD
“《大吉利車隊》精選CD”自2004年起每年製作一辑，截至2008年已推出第四辑。
- 推出時間（以下內容若無特別註明，首發地均為廣州市）：
  - 第一張：2005年1月28日[13]
  - 第二張：
    - 廣西壯族自治區梧州市：2006年1月8日[3]
    - 廣東省廣州市：2006年1月21日[14]

  - 第三張：2007年2月3日[10]
  - 第四張：2008年

### 漫畫書
“《大吉利車隊》漫畫書”於2009年3月15日首發。